# Coenosia conica
Coenosia conica este o specie de muște din genul Coenosia, familia Muscidae, descrisă de Xiaolong Cui și Li în anul 1996.
Este endemică în Liaoning. Conform Catalogue of Life specia Coenosia conica nu are subspecii cunoscute.